# Liste der Bodendenkmäler in Mauerstetten
Auf dieser Seite sind die Bodendenkmäler in der schwäbischen Gemeinde Mauerstetten zusammengestellt. Diese Tabelle ist eine Teilliste der Liste der Bodendenkmäler in Bayern. Grundlage ist die Bayerische Denkmalliste, die auf Basis des Bayerischen Denkmalschutzgesetzes vom 1. Oktober 1973 erstmals erstellt wurde und seither durch das Bayerische Landesamt für Denkmalpflege geführt wird. Die folgenden Angaben ersetzen nicht die rechtsverbindliche Auskunft der Denkmalschutzbehörde.

## Bodendenkmäler der Gemeinde Mauerstetten

### Bodendenkmäler in der Gemarkung Frankenried
| Lage                   | Objekt | Akten-Nr.     | Bild |
| ---------------------- | --- | ------------- | ---- |
| Frankenried (Standort) | Grabhügel vorgeschichtlicher Zeitstellung.                                                                        | D-7-8130-0016 |      |
| Frankenried (Standort) | Freilandstation des Mesolithikums.                                                                                | D-7-8130-0066 |      |
| Frankenried (Standort) | Mittelalterliche und frühneuzeitliche Befunde im Bereich der Katholischen Pfarrkirche St. Andreas in Frankenried. | D-7-8130-0075 |      |

### Bodendenkmäler in der Gemarkung Hirschzell
| Lage                  | Objekt                                                           | Akten-Nr.     | Bild |
| --------------------- | ---------------------------------------------------------------- | ------------- | ---- |
| Hirschzell (Standort) | Abschnittsbefestigung vor- und frühgeschichtlicher Zeitstellung. | D-7-8129-0046 |      |
| Hirschzell (Standort) | Grabhügel vorgeschichtlicher Zeitstellung.                       | D-7-8129-0062 |      |

### Bodendenkmäler in der Gemarkung Mauerstetten
| Lage                    | Objekt | Akten-Nr.     | Bild |
| ----------------------- | --- | ------------- | ---- |
| Mauerstetten (Standort) | Grabhügel vorgeschichtlicher Zeitstellung.                                                                       | D-7-8029-0106 |      |
| Mauerstetten (Standort) | Grabhügel der Hallstattzeit.                                                                                     | D-7-8030-0036 |      |
| Mauerstetten (Standort) | Grabhügel der Hallstattzeit, Brandgräber der römischen Kaiserzeit.                                               | D-7-8130-0001 |      |
| Mauerstetten (Standort) | Grabhügel der Bronzezeit und Hallstattzeit.                                                                      | D-7-8130-0002 |      |
| Mauerstetten (Standort) | Mittelalterlicher Turmhügel.                                                                                     | D-7-8130-0003 |      |
| Mauerstetten (Standort) | Grabhügel vorgeschichtlicher Zeitstellung.                                                                       | D-7-8130-0017 |      |
| Mauerstetten (Standort) | Siedlung der Bronzezeit.                                                                                         | D-7-8130-0055 |      |
| Mauerstetten (Standort) | Grabhügel vorgeschichtlicher Zeitstellung.                                                                       | D-7-8130-0061 |      |
| Mauerstetten (Standort) | Mittelalterliche und frühneuzeitliche Befunde im Bereich der Katholischen Pfarrkirche St. Vitus in Mauerstetten. | D-7-8130-0073 |      |